# Kostel Neposkvrněného početí Panny Marie (Paříž)
Kostel Neposkvrněného početí Panny Marie (fr. Église de l'Immaculée-Conception) je katolický farní kostel ve 12. obvodu v Paříži, na rohu ulic Rue du Rendez-Vous a Rue Marsoulan. Kostel byl postaven v roce 1875 a zasvěcen Neposkvrněnému početí Panny Marie.

## Historie
Kostel v novogotickém slohu postavil architekt Delebarre de Bay. Stavba začala 19. března 1875 a trvala šest měsíců. Kostel vysvětil pařížský arcibiskup a kardinál Joseph Hippolyte Guibert 29. září 1875. Zdejší farnost byla založena dekretem z 27. března 1877. Varhany byly objednány v roce 1878 u výrobce ve Versailles a byly zprovozněny 31. března 1881. Čtyři zvony posvětil arcibiskup François Marie Benjamin Richard de la Vergne 29. září 1887.